# Avamè
Avamè ist eine Stadt und ein Arrondissement im Departement Atlantique in Benin. Es ist eine Verwaltungseinheit, die der Gerichtsbarkeit der Kommune Tori-Bossito untersteht.

## Demografie und Verwaltung
Gemäß der Volkszählung von 2013 hatte das Arrondissement 5351 Einwohner, davon waren 2671 männlich und 2680 weiblich.
Von den 58 Dörfern und Quartieren der Kommune Tori-Bossito entfallen sechs auf Avamè:
1. Aguéta
2. Avamè-Centre
3. Gbédjougo
4. Hla
5. Houngo
6. Massètom